# Silverastilbe
Silverastilbe, Astilbe japonica (C.Morr. & Decne.) A.Gray  ingår i släktet astilbar och familjen stenbräckeväxter. 
Silverastilbe förekommer tillfälligt i Sverige, men reproducerar sig inte där.

## Underarter
- Astilbe japonica var. angustifoliolata Makino, 1910
- Astilbe japonica var. densiflora Nakai, 1922
- Astilbe japonica subsp. glaberrima Kitam., 1962
- Astilbe japonica f. latifolia H.Hara, 1939
- Astilbe japonica f. rubeola H.Hara, 1939
- Astilbe japonica var. terrestris (Nakai) Murata nom. inval.

## Hybrid
- Astilbe × lemoinei Lemoine, 1902
  - Föräldrar: Astilbe hachijoensis Nakai × Astilbe japonica (C.Morr. & Decne.) A.Gray × Astilbe thunbergii

## Bilder

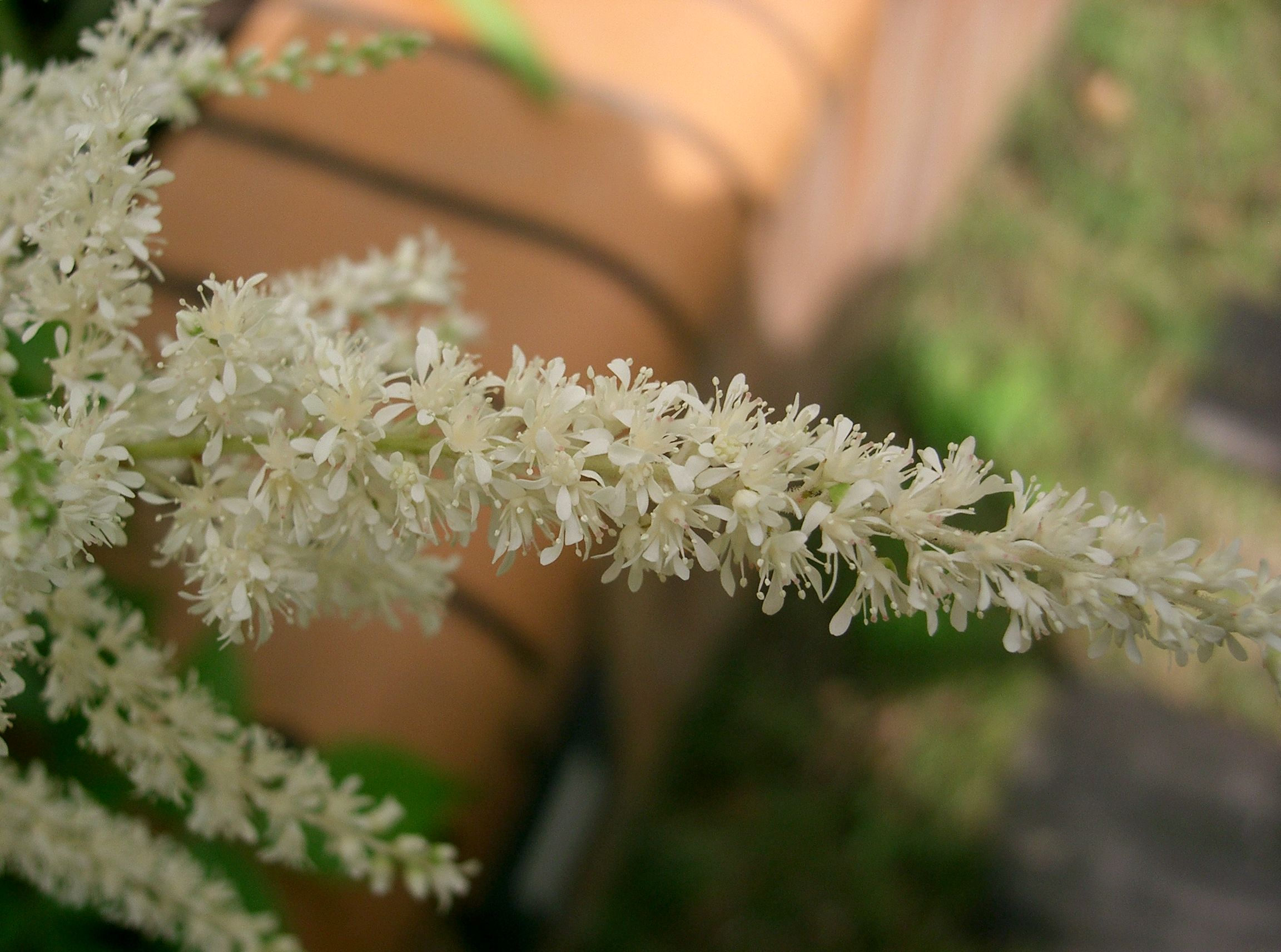
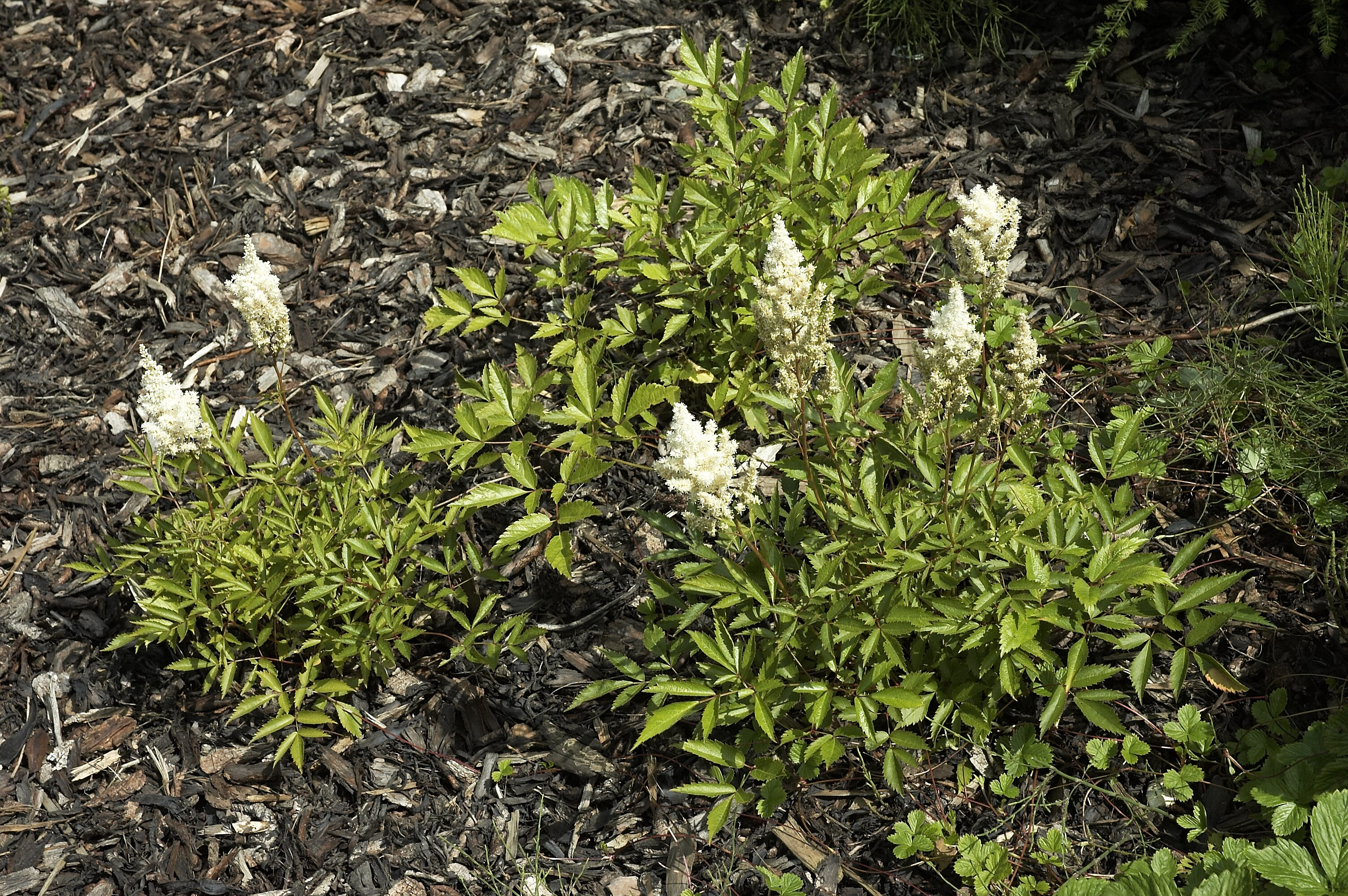
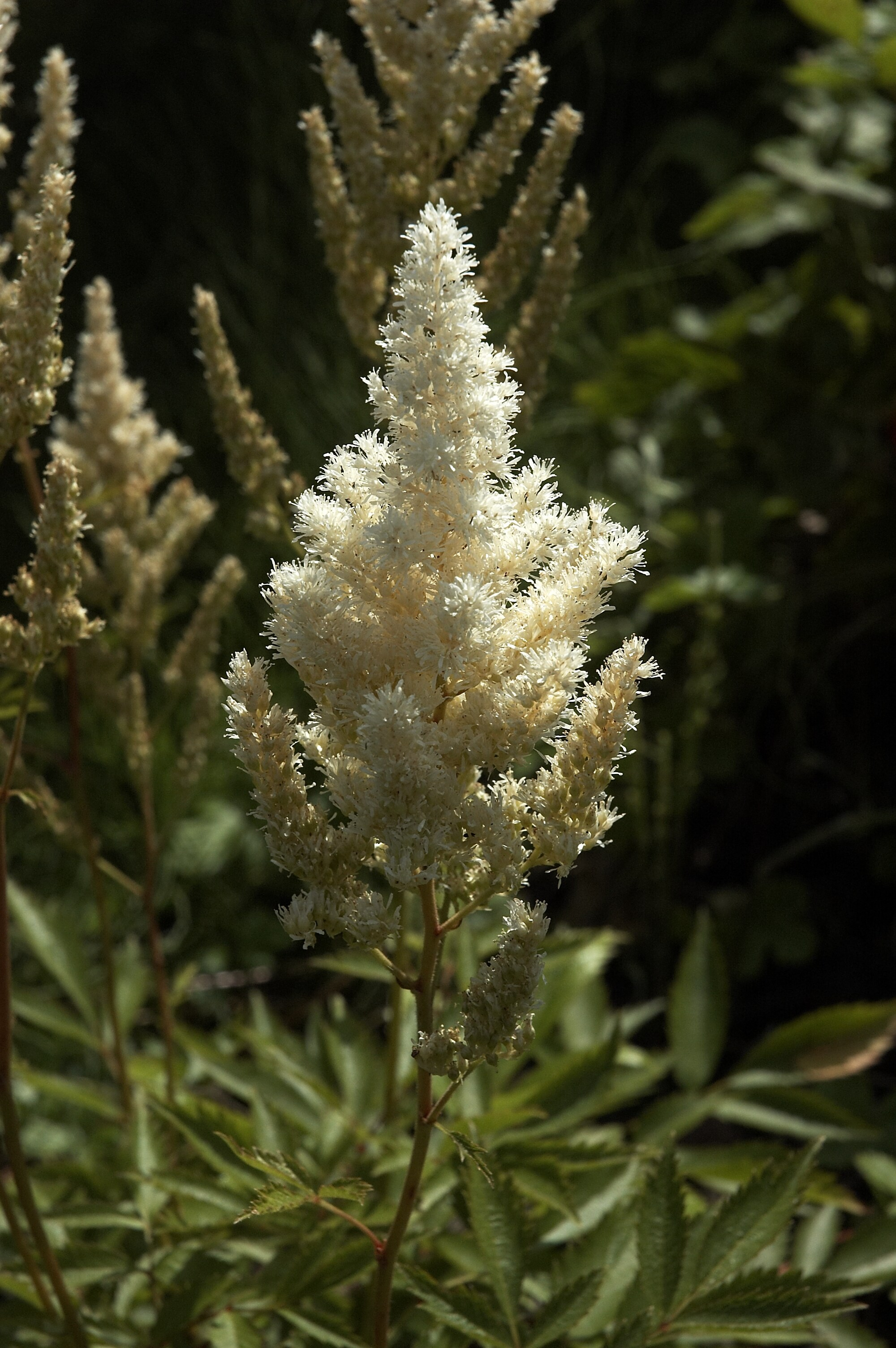
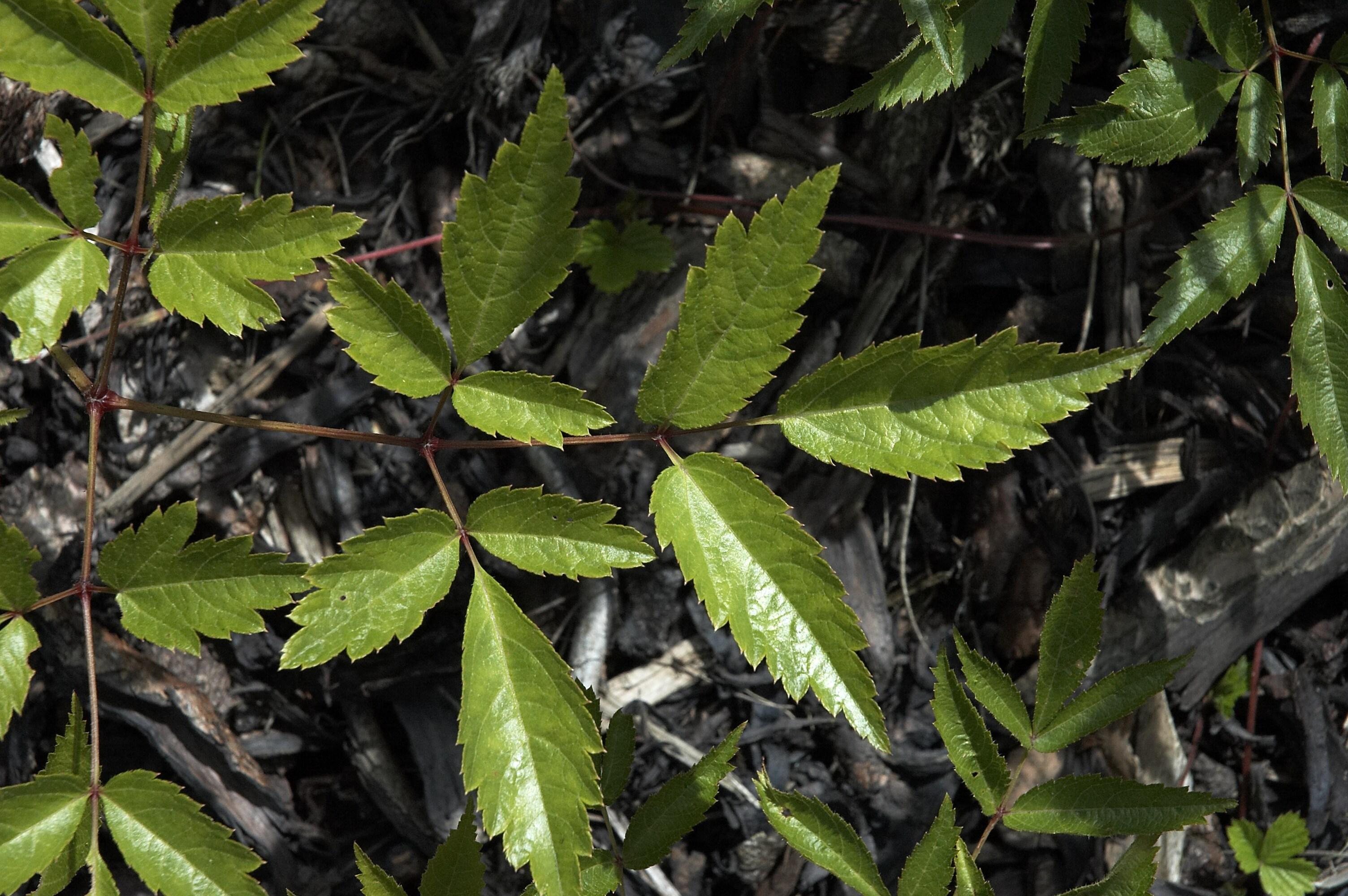
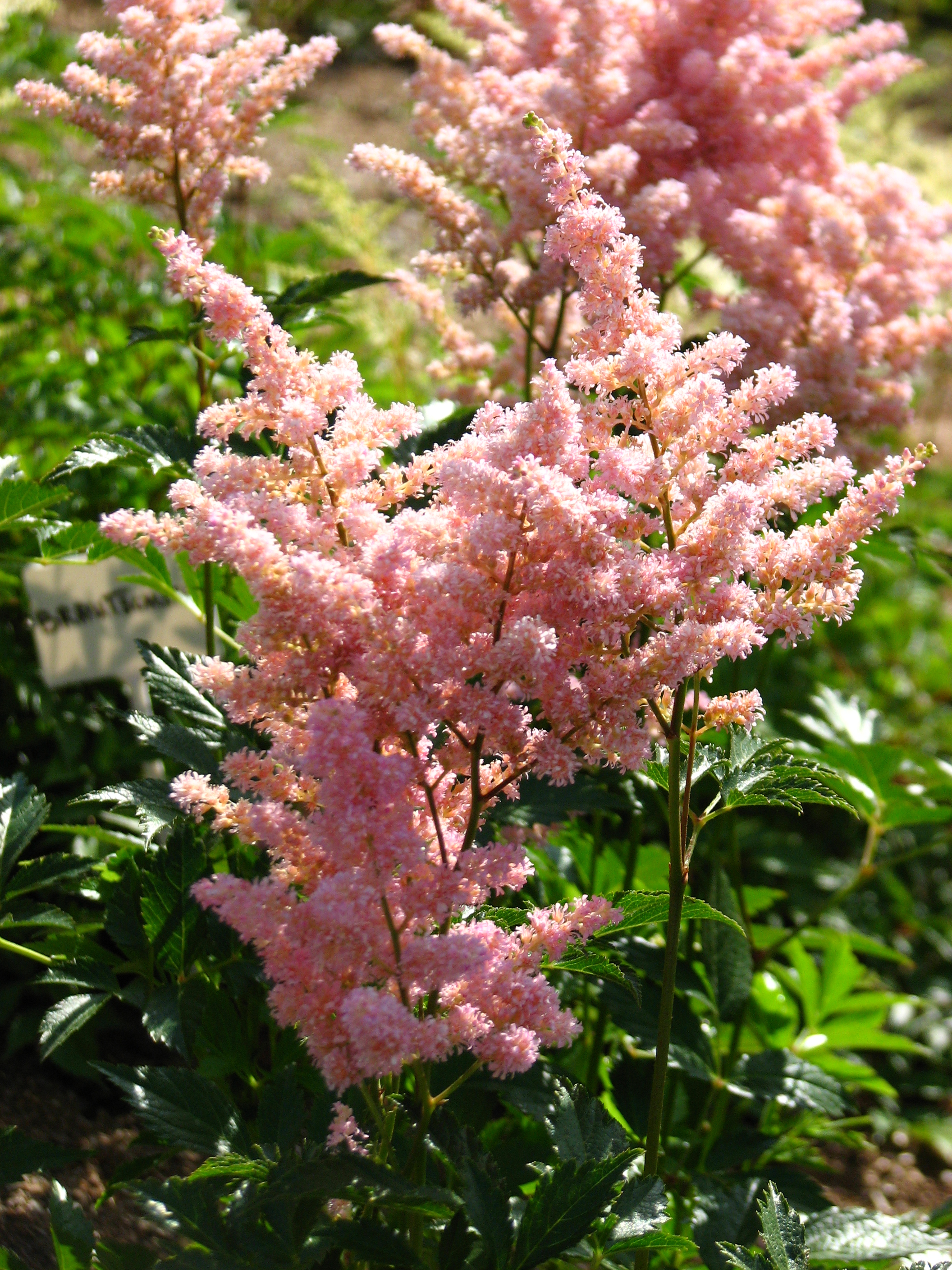